# Ајола (Тексас)
Ајола (енгл. Iola) град је у америчкој савезној држави Тексас. По попису становништва из 2010. у њему је живело 401 становника.

## Демографија
Према попису становништва из 2010. у граду је живело 401 становника.
| Група             | 2000.  | 2010.       |
| Белци             | . (.%) | 327 (81,5%) |
| Афроамериканци    | . (.%) | 4 (1,0%)    |
| Азијати           | . (.%) | 0 (0,0%)    |
| Хиспаноамериканци | . (.%) | 60 (15,0%)  |
| Укупно            | .      | 401         |